# Рес Йост
Рес Вільгельм Йост (нім. Res Jost); 10 січня 1918 — 3 жовтня 1990) — швейцарський фізик-теоретик, працював в областях квантової теорії поля, квантовій електродинаміці і математичної фізики.

## Біографія
Рес Йост вчився в Берні і в Федеральній вищій технічній школі Цюриха (нім. ETH Zurich), де в 1946 році він отримав докторське звання за роботу «Zur Ladungsabhängigkeit der Kernkräfte in der Vektormesontheorie ohne neutrale Mesonen» (укр. Зарядова залежність ядерних сил в теорії векторних мезонів без нейтральних мезонів) під керівництвом Грегора Вентцеля. Після захисту Йост на пів року поїхав до Копенгагена, де працював з Нільсом Бором і використав «розв'язки Йоста» в теорії розсіяння. Також він працював в Цюриху як асистент Вольфганга Паулі до 1949 року. З 1949 до 1955, в 1957, 1962-63 і 1968 він працював в Інституті перспективних досліджень в Прінстоні разом з такими вченими як Вальтер Кон і Абрахам Пайс. З 1955 року він був професором за сумісництвом в Цюриху, а з 1959 — просто професором. В 1965 разом з Рудольфом Хагом створив журнал «Communications in Mathematical Physics» (укр. Повідомлення з математичної фізики).
В ETH Йост розвивав школу математичної фізики. Серед його студентів були Девід Руелль, Клаус Хепп, Конрад Остервальдер і інші.
Йост проводив дослідження з квантової теорії розсіяння (зокрема по оберненій теорії розсіяння: знаходження розсіючого потенціалу при відомому поводженні хвильової функції) і квантової теорії поля. В 1952 році разом з А. Пайсом сформулював правило відбору по G-парності. Розрахував радіаційні поправки для розсіяння фотона на частинці з нульовим спіном. В 1957 незалежно від Гаррі Лемана і Фрімена Дайсона дав інтегральне представлення причинних комутаторів (представлення Йоста-Лемана-Дайсона), а в1958 році довів і узагальнив CPT-теорему. Йост був членом-кореспондентом Австрійської академії наук і Академії наук США. В 1984 році отримав медаль імені Макса Планка.
В 1949 році одружився з Хільдою Флейшер. В старості цікавився грибництвом.

## Роботи
- Jost: The general theory of quantized fields, AMS, 1965
- Jost: Das Märchen vom Elfenbeinernen Turm. Reden und Aufsätze, Springer 1995 (Herausgegeben von Klaus Hepp, u.a. über Physikgeschichte bei Planck, Einstein, Faraday, Dirac, Mach, mit biographischer Note von Abraham Pais und Autobiographischem von Jost), ISBN 3-540-59476-0